# Leptanthura agulhasensis
Leptanthura agulhasensis är en kräftdjursart som beskrevs av Brian Frederick Kensley 1975. Leptanthura agulhasensis ingår i släktet Leptanthura och familjen Leptanthuridae. Inga underarter finns listade i Catalogue of Life.